# Sin miedo a la verdad: Es momento de resurgir
La tercera temporada de la serie de televisión de antológia mexicana Sin miedo a la verdad, subtitulada como Es momento de resurgir, está creada y producida por Rubén Galindo para Televisa. Fue anunciada el 25 de julio de 2019. Se estrenó a través de Las Estrellas el 9 de marzo de 2020 en sustitución de Médicos, línea de vida, y finalizó el 24 de abril del mismo año siendo reemplazado por Rubí.

## Reparto
- Álex Perea como Manuel Montero "Manu / Gus"
  - Ángel David Rosas / Mateo Camacho como Manuel Montero "Manu" (niño)
- Fermín Martínez como Horacio Escamilla
- Dacia González como Catalina Gómez Juárez "Doña Cata"
  - Vanessa Moralcha como Catalina Gómez Juárez "Doña Cata" (joven)
- Anna Ciocchetti como la General Brigadier Lucrecia Mora
- Jackie Sauza como Agente Andrea Loera
- Ligia Uriarte como Leticia Murillo "Lety" / Mariana Urquiza "Marián"
- Tania Niebla como Berenice Hidalgo "Bere"
- Jorge Navarro Sánchez como Ángel Armando Soto
- Iván Bronstein como el General Ignacio Abascal
- Gerardo Bosco como Adrián
- Santiago Rodríguez Rojas como Joaquín
- Gabriel Ronquillo como Edgar Ramos
- Ricardo Franco como el Teniente Nicolás Salcido "Nico"
- Gaby Mezone como Gaby
- Anahid Albores como Roberta
- Paco de la Fuente como Francisco "Paco" Zavala
- Ximena Falcón como Vanessa Lozada
- Eduardo Yáñez como el presidente Emiliano Lozada

## Producción
La serie fue anunciada para una tercera temporada el 20 de julio de 2019, días después de haber finalizado la segunda temporada, el 14 de agosto de 2019 fue confirmado de nueva cuenta la participación del actor Eduardo Yáñez en esta temporada, integrándose como parte del reparto principal. La producción inicio oficialmente grabaciones en octubre de 2019, en locaciones de la Ciudad de México, confirmando de nueva cuenta la participación de los protagonistas Álex Perea, Dacia González, junto con Anna Ciocchetti, Perla Corona y Ricardo Franco. El 16 de enero de 2020, los dos actores: Jorge Navarro Sánchez y Luis Gerardo Rivera (Gerardo Bosco), murieron después de caerse de un puente durante el rodaje de algunas escenas en una locación de la Ciudad de México. El 27 de marzo de 2020, tanto las grabaciones de la serie así como otras producciones de Televisa fueron obligadas a suspenderse, esto debido a la pandemia de COVID-19 en México, afectando así a la producción reduciendo la cantidad de episodios a producir, de 40 episodios originalmente planeados a 35 de último momento.

## Episodios
| N.º en serie | N.º en temp. | Título                   | Fecha de emisión original                                 | Audiencia (millones) |
| --- | ------------ | ------------------------ | --------------------------------------------------------- | -------------------- |
| 47 | 1            | «El atentado»            | 9 de marzo de 2020                                        | 3.2                  |
| El Presidente es secuestrado tras el ataque. Manu es interrogado por la Brigadier y Horacio es nombrado procurador de justicia. - Estrellas invitadas especiales: Chao como Alfredo Corona, León Michel como Orlando Villegas, Benjamín Martínez como El Alcalde, Perla Corona como Michelle Machallado, Igor Testamarck como Erick Morales "El aniquilador", Lizy Martínez como Lucy, Pietro Vannucci como Marcos, Manuel Bonilla como Secretario de gobernación / Señor K, Ana Cristina Rubio como Estefani Montero "El Chaka", Paulina de Alba como Maru. |              |                          |                                                           |                      |
| 48 | 2            | «La cacería»             | 10 de marzo de 2020                                       | 3.0                  |
| Horacio manda matar a Manu con El Aniquilador y lo culpa de la desaparición del presidente. Bere le pide a Manu escapar juntos en familia a la playa. - Estrellas invitadas especiales: Emmmanuel Morales como Secretario de presidencia, Igor Testamarck como Erick Morales "El aniquilador", Perla Corona como Michelle Machallado, Alma Rosa Añorvez como Dra. Militar, Lizy Martínez como Lucy, Pietro Vannucci como Marcos, Anahí Albores como Roberta, Salvador Amaya como Pedro "Pepe" Cuevas. |              |                          |                                                           |                      |
| 49 | 3            | «La traición»            | 11 de marzo de 2020                                       | 2.8                  |
| La mafia del poder engaña al presidente y este no llega a la operación de Vanesa. La brigadier confronta a Andrea por sus sentimientos hacia Manu. Bere sigue celosa. - Estrellas invitadas especiales: Benjamín Martínez como El alcalde Aristegui, Perla Corona como Michelle Machallado, León Michel como Orlando Villegas, Rubén Cerda como Genaro Vargas, Mary Juapar como Enfermera, Igor Testamarck como Erick Morales "El aniquilador", Lizy Martínez como Lucy, Pietro Vannucci como Marcos, Manuel Bonilla como Secretario de gobernación / Señor K, Ana Cristina Rubio como Estefani Montero "El Chaka", Moisés Peñaloza como Recepcionista del Hotel, Lorenzo Castro como Comandante, Ángel Villagrán como el Gerente de la Casa de la Moñeda, Jerry Tena como Samuel Cortés, Luis Loria como el Presidente del colegiado. |              |                          |                                                           |                      |
| 50 | 4            | «Huyendo de la verdad»   | 12 de marzo de 2020                                       | 3.3                  |
| El Aniquilador le tiende una trampa a Manu y trata de matarlo. Horacio ataca al Área 16 y La brigadier es herida. Abascal es nombrado presidente interino. - Estrellas invitadas especiales: Perla Corona como Michelle Machallado, León Michel como Orlando Villegas, Lizy Martínez como Lucy, Benjamín Martínez como El alcalde Aristegui, Vitter Leija como El Calacas, Igor Testamarck como Erick Morales "El aniquilador", Alma Rosa Añorvez como Dra. Militar, Alma Rosa Añorvez como Dra. Militar, Pietro Vannucci como Marcos, Manuel Bonilla como Secretario de gobernación / Señor K, Pablo Mendizabal como el Senador Cruz, Jerry Tena como Samuel Cortés, Luis Loria como el Presidente del colegiado. |              |                          |                                                           |                      |
| 51 | 5            | «Temores»                | 13 de marzo de 2020                                       | 2.9                  |
| Manu y su familia llegan a la playa. Lety quiere renunciar a la mafia del poder y Horacio manda matar a Andrea Loera. - Estrellas invitadas especiales: Lizy Martínez como Lucy, Emmmanuel Morales como Secretario de presidencia, Anahí Albores como Roberta, Pietro Vannucci como Marcos, Leonardo Acosta como Iván, Benjamín Martínez como El alcalde Aristegui, Ximena Duggan como Paloma, Julián Segura como Bosco, David Chavira como Haragán Boss, Ana Cristina Rubio como Estefani Montero "El Chaka", Pauilina de Alba como Maru, Haret Gaspar como Lorena, Ricardo Zertuche como David. |              |                          |                                                           |                      |
| 52 | 6            | «La playa»               | 16 de marzo de 2020                                       | 2.5                  |
| Abascal le pone un alto a Escamilla por su lío de faldas. Joaquín huye de la casa. Andrea viaja a Oaxaca para encontrar a Manu. |              |                          |                                                           |                      |
| 53 | 7            | «La confrontación»       | 17 de marzo de 2020                                       | 2.8                  |
| Andrea le pide a Manu regresar para salvar al presidente. Horacio planea una estafa multimillonaria a nivel nacional. - Estrellas invitadas especiales: Benjamín Martínez como El alcalde Aristegui, David Chavira como Haragán Boss, Lizy Martínez como Lucy, Ximena Duggan como Paloma, Julián Segura como Bosco, Manuel Bonilla como Secretario de gobernación / Señor K, Ana Cristina Rubio como Estefani Montero "El Chaka", Catalina López como Amanda, Pietro Vannucci como Marcos, Paulina de Alba como Maru, Ricardo Zertuche como David, Hared Gaspar como Lorena. |              |                          |                                                           |                      |
| 5455 | 89           | «El rescate»             | 18 de marzo de 202019 de marzo de 2020                    | 3.13.3               |
| Andrea y Manu encuentran un importante aliado en la ciudad. El operativo para salvar al presidente ha comenzado. Manu y el Área 16 liberan al presidente del secuestro. Lety le prepara una sorpresa a Horacio. Manu y Andrea hacen el amor. - Estrellas invitadas especiales: Chao como Alfredo Corona, Perla Corona como Michelle Machallado, León Michel como Orlando Villegas, Benjamín Martínez como El alcalde Aristegui, Igor Testamarck como Erick Morales "El aniquilador", Pietro Vannucci como Marcos, Emmmanuel Morales como Secretario de presidencia, Anahí Albores como Roberta, Martín Rojas como Fercho, Yamil Yáber como Rodrigo. |              |                          |                                                           |                      |
| 5657 | 1011         | «La desaparición»        | 20 de marzo de 202023 de marzo de 2020                    | 3.23.1               |
| El presidente pide cero tolerancia al crimen organizado. Manu decide revivir a ‘Gus’. Camila es secuestrada en su fiesta de cumpleaños. Manu ayuda a Rodolfo a salvar a Camila. Horacio planea ser el nuevo jefe de la mafia del poder y Abascal organiza su escape de prisión. - Estrellas invitadas especiales: Chao como Alfredo Corona, Moisés Arizmendi como Rodolfo, Alejandro Ibarra como Papá Payaso, Deborah Ríos como Mamá Payasa, Yafte Arias como Josué, Jimena Cornejo como Tania, Martín Rojas como Fercho, Adriana Cadeña como Marisol, Tania Nicole como Camila, Benjamín Martínez como El alcalde Aristegui, León Michel como Orlando Villegas, Gerardo Lizalde como Chucho, Rocío Vázquez como Dora, Armando Coria como el Agente Rafael, Manoly Díaz como Diego "K Jr.", Manuel Bonilla como Secretario de gobernación "Señor K", Tomás Goros como Juan. |              |                          |                                                           |                      |
| 585960 | 121314       | «Obediencia»             | 24 de marzo de 202025 de marzo de 202026 de marzo de 2020 | 3.33.1               |
| Manu no deja de pensar en Andrea. Escamilla falla en entregar el oro y Abascal se escapa de prisión. Manjarraez le ordena a Silvia dejarse ganar en la pelea. Un convoy ataca al Área 16. Manu habla con Bere sobre sus sentimientos y Horacio encuentra a Andrea. Manu trata de rescatar a Silvia. Andrea, además de unirse a Los Vigías, se reencuentra con Soto y se enfrentan. - Estrellas invitadas especiales: Daniela Torres como Silvia "La boxeadora", Fernando Robles como el Entrenador Armando, Celia Marcué como Doña Josefina, Melanie León como Julia, Luis Gerardo León como Manjarraez, Pietro Vannucci como Marcos, Manuel Bonilla como Secretario de gobernación "Señor K", Igor Testamarck como Erick Morales "El aniquilador", Manoly Díaz como Diego "K Jr.", Martín Rojas como Fercho, Vladimir Bruciaga como Pancho, Said Sandoval como Pérez, Michelle Rogel como La patrona, Diego Sotelo como Custodio, Tomás Goros como Juan, Perla Corona como Michelle Machallado, Lizy Martínez como Lucy, Emmmanuel Morales como Secretario de presidencia. |              |                          |                                                           |                      |
| 616263 | 151617       | «El pispireto»           | 27 de marzo de 202030 de marzo de 202031 de marzo de 2020 | 3.13.03.1            |
| Horacio y Abascal inician una nueva era de la mafia del poder. Manu descubre el pasado de Andrea. Santiago viola y secuestra a Montserrat. Mientras Manu investiga a Santiago, Montserrat sufre de hipotermia en la cisterna. Doña Caya y Juan tienen una cita romántica. Manu se enfrenta a Santiago para rescatar a Montserrat. Villegas informa a la mafia del poder sobre Los Vigías y Raúl es testigo de un crimen. - Estrellas invitadas especiales: Tomás Goros como Juan, Hugo Aceves como Santiago "El pispireto", Valeria Leyva como Montserrat, Salvador Sánchez como Don Jaime, Gaby Mellado como Rosalía, Benjamín Martínez como El alcalde Aristegui, León Michel como Orlando Villegas, Perla Corona como Michelle Machallado, Vladimir Bruciaga como Pancho, Said Sandoval como Pérez, Emmmanuel Morales como Secretario de presidencia, Adriana Deangelis como Sra. Villegas, Martín Rojas como Fercho, Lizy Martínez como Lucy, Karyme Hernánez como Eva, Yoanidka Mariel como Directora, Alisson Santiago como Montserrat (niña), Pascacio López como Raúl, Jessica Segura como María, Litzy Ruíz como Lulú, Pietro Vannucci como Marcos, Víctor Hugo Arana como Joel, Said Sandoval como Pérez. |              |                          |                                                           |                      |
| 646566 | 181920       | «Dinero fácil»           | 1 de abril de 20202 de abril de 20203 de abril de 2020    | 3.13.4               |
| María se meterá en problemas por robarse el dinero del casillero. Manu y Abdrea se reencuentran, pero La Brigadier los traiciona al mandarle su ubicación. Abascal le tiende una trampa al presidente, pero Los Vigías lo atrapan. María y Lulú son secuestradas y Manu y Andrea intentan hacer recapacitar al presidente. Manu decide ayudarle a Raúl a rescatar a su familia. Soto y Escamilla encuentran a Manu y Andrea. Bere investiga a Juan. - Estrellas invitadas especiales: Tomás Goros como Juan, Pascacio López como Raúl, Jessica Segura como María, Litzy Ruíz como Lulú, León Michel como Orlando Villegas, Perla Corona como Michelle Machallado, Pietro Vannucci como Marcos, Said Sandoval como Pérez, Víctor Hugo Arana como Joel, Orlando Arroyo como Micky, Emmmanuel Morales como Secretario de presidencia, Leonardo Costa como Iván, Tania Lizardo como Gina, Silvana Garriga como Jessica, Sergio Castillo como Daniel. |              |                          |                                                           |                      |
| 6768 | 2122         | «Mulas de armas»         | 6 de abril de 20207 de abril de 2020                      | 2.93.4               |
| Escamilla se escapa de prisión y secuestra a Bere. En su viaje por carretera, Gina y Jessica enfrentarán a la policía y a unos delincuentes. Manu y Escamilla se enfrentan a muerte. Doña Cata se entrega a Juan y Jessica es secuestrada. - Estrellas invitadas especiales: Tomás Goros como Juan, Perla Corona como Michelle Machallado, León Michel como Orlando Villegas, Tania Lizardo como Gina, Silvana Garriga como Jessica, Olivia Bucio como Mariela, Emmmanuel Morales como Secretario de presidencia, Lizy Martínez como Lucy, Said Sandoval como Pérez, Adriana Deangelis como Sra. Villegas, Ángel Zozaya como Julio, José Montini como El líder, Jorge Levy como el Comandante Ruíz, Vitter Leija como El Calacas. |              |                          |                                                           |                      |
| 6970 | 2324         | «El Acuartelamiento»     | 8 de abril de 20209 de abril de 2020                      | 3.22.8               |
| Nico y Manu rescatan a Jessica. Doña Cata, Bere y Manu llegan a vivir al Área 16. Escamilla les tiende una trampa. Mientras Bere enfrenta a Andrea, Manu y Nico pelearán. Escamilla provoca el desfalco de cuentas generando caos en el país. - Estrellas invitadas especiales: Perla Corona como Michelle Machallado, León Michel como Orlando Villegas, Tomás Goros como Juan, Silvana Garriga como Jessica, Emmmanuel Morales como Secretario de presidencia, Lizy Martínez como Lucy, Said Sandoval como Pérez, Manoly Díaz como Diego "K Jr.", Adriana Deangelis como Sra. Villegas, Víctor Hugo Arana como Joel, César Beas como Eduardo, Mariana León com La Madame, José Luis Duval como Doctor, Martín Gómez Martí como Tomás. |              |                          |                                                           |                      |
| 71 | 25           | «La rendición»           | 10 de abril de 2020                                       | 3.1                  |
| Manu se entrega a Escamilla, quien descubre que fue utilizado por alguien de la mafia del poder. La Brigadier toma una decisión para salvar al presidente. - Estrellas invitadas especiales: Benjamín Martínez como El alcalde Aristegui, León Michel como Orlando Villegas, Tomás Goros como Juan, Perla Corona como Michelle Machallado, Manoly Díaz como Diego "K Jr.", Said Sandoval como Pérez. - Nota: Este fue el último episodio en el que aparecen Jorge Navarro Sánchez y Luis Gerardo Rivera (Gerardo Bosco), debido al lamentable accidente y deceso de ambos actores, la cual se les rinde homenaje póstumo. |              |                          |                                                           |                      |
| 7273 | 2627         | «Compra-venta de autos»  | 13 de abril de 202014 de abril de 2020                    | 3.03.5               |
| Escamilla es trasladado al hospital tras la golpiza. Manu y Andrea tienen un plan para hacer caer a K Jr. Mario trata de vender su coche y es secuestrado. K Jr. secuestra a Aristegui, pero Los Vigías lo tienen rodeado. Manu rescata a Mario y Juan le propone matrimonio a Doña Cata. - Estrellas invitadas especiales: Perla Corona como Michelle Machallado, Benjamín Martínez como El alcalde Aristegui, León Michel como Orlando Villegas, Kairam Castro como Nallely, Luis Curiel como Mario, Manoly Díaz como Diego "K Jr.", Tomás Goros como Juan. |              |                          |                                                           |                      |
| 7475 | 2829         | «El acosador»            | 15 de abril de 202016 de abril de 2020                    | 3.23.4               |
| Los Vigías capturan a K Jr. Andrea desaparece y Manu se angustia. Dolores es tomada como rehén durante una transmisión en vivo. Manu rescata a Dolores del secuestrador y además le exige a K Jr. le diga dónde está Andrea. Bere encuentra el dinero de Juan y él adelanta la boda con Doña Cata. - Estrellas invitadas especiales: Perla Corona como Michelle Machallado, Benjamín Martínez como El alcalde Aristegui, León Michel como Orlando Villegas, Manoly Díaz como Diego "K Jr.", Luis José Sevilla como Raymundo, Saúl Alarcón "El Jaguar" como el mismo, Alejandro Aragón como Fernando, Martha Julia como Dolores, Tomás Goros como Juan, Víctor Hugo Arana como Joel. |              |                          |                                                           |                      |
| 7677 | 3031         | «El testigo»             | 17 de abril de 202020 de abril de 2020                    | 3.23.4               |
| Manu descubre que cayeron en una trampa de Escamilla. Doña Cata se reencuentra con Lety. Leo presencia un asesinato y debe huir. Leo se entrega al Chema, pero Manu trata de rescatarlo. Lety intenta hablar con Doña Cata, pero la rechaza. La brigadier sale de prisión. - Estrellas invitadas especiales: Perla Corona como Michelle Machallado, Víctor Hugo Arana como Joel, Jorge Robles como Apache, Benjamín Martínez como El alcalde Aristegui, Hanssel Casillas como Leonardo, Julio Grijalva como Chema, Paulina de Labra como la madre de Leonardo, Tomás Goros como Juan. |              |                          |                                                           |                      |
| 7879 | 3233         | «Robo a casa habitación» | 21 de abril de 202022 de abril de 2020                    | 3.3                  |
| Los Vigías secuestran a todos los miembros de la mafia del poder. Lety quiere reparar el daño que hizo y Nico podría ser descubierto. Lety y Bere se reencuentran. Nico le ofrece a Escamilla ayudarle a vengarse de Manu. “Gus” atrapa a los ladrones de casas. - Estrellas invitadas especiales: Perla Corona como Michelle Machallado, Víctor Hugo Arana como Joel, Juilo César Luna como el Oficial Mendoza, Josúe Arévalo Meyer como el Oficial Castro, Said Sandoval como Pérez, Jorge Robles como Apache, Tomás Goros como Juan, Víctor Hugo Arana como Joel. |              |                          |                                                           |                      |
| 8081 | 3435         | «Amigo fiel»             | 23 de abril de 202024 de abril de 2020                    | 3.6                  |
| Nico y Manu sufren un grave accidente. Rosy y su mamá pierden a su perro guía y un hombre les exige dinero a cambio para poder recuperarlo. Manu le pide perdón a Bere y ayuda a Rosy a recuperar a su perrito. Doña Cata cae en un nuevo engaño de Juan y Nico toma una decisión sobre Andrea. - Estrellas invitadas especiales: Perla Corona como Michelle Machallado, Said Sandoval como Pérez, Jorge Robles como Apache, Kari Romu como Rosy, Dorian Dalí como Pancracio, Gabriela Zamora como la mamdre de Rosy, Tomás Goros como Juan. |              |                          |                                                           |                      |